# 新界區專線小巴46M線
新界區專線小巴46M線及新界區專線小巴47M線是香港新界的一組專線小巴路線，由好景專線小巴營辦，提供往來荔景山及港鐵荔景站的接駁專線小巴服務。
其中46M線循環來往浩景臺及荔景站。行車方向為順時針，即經祖堯落山、麗瑤上山。
而47M線則循環來往華景山莊及荔景站，途經華員邨。此路線在荔景山的行車方向為逆時針，先經麗瑤邨落山，在荔景站停站後才經祖堯邨返回華景山莊，與46M線相反。

## 歷史
46M線於1982年5月16日因應荃灣線通車投入服務，由華員邨循環經荔景地鐵站往返荔景臨時房屋區，只於星期一至六上下午繁忙時間行走。
1983年，46M線改為只往返荔景山屋村與荔景地鐵站，華員邨一帶之服務改由新線47M提供。
1985年，47M線配合華景山莊入伙而延長至該處，並提升至每天全日行走。46M線後來亦提升至每天行走，但實際上該路線在平日上午九時至下午約四時之間多數時間並不會提供服務，而在假日更只在傍晚時份之後才提供服務，直至午夜1:25的尾班車，其餘時間由47M線提供服務。
於1999年，因應浩景臺入伙，荔景山總站改稱「浩景臺」。

## 服務時間及班次
| 46M線浩景臺開 | 46M線浩景臺開 | 47M線華景山莊開 | 47M線華景山莊開 |
| 服務時間      | 班次（分鐘）  | 服務時間        | 班次（分鐘）    |
| 每日          | 每日          | 每日            | 每日            |
| ------------- | ------------- | --------------- | --------------- |
| 07:00-01:25   | 5-15          | 06:30-23:45     | 8-15            |

## 收費
- 46M線全程收費：HK$4.4
- 47M線全程收費：HK$4.9

| - 此路線大小同價。 - 65歲或以上長者使用長者或個人八達通（包括「樂悠咭」），合資格殘疾人士使用「殘疾人士身份」個人八達通，以及60至64歲香港居民使用「樂悠咭」繳付車資，均可享有每程劃一$2.0的政府長者及合資格殘疾人士公共交通票價優惠計劃。 - 乘客可以現金或八達通卡於上車時付款，不設找贖。 |

### 八達通轉乘優惠
| 47M線（華景山莊↺荔景站）相關轉乘優惠 | 47M線（華景山莊↺荔景站）相關轉乘優惠 | 47M線（華景山莊↺荔景站）相關轉乘優惠 | 47M線（華景山莊↺荔景站）相關轉乘優惠 | 47M線（華景山莊↺荔景站）相關轉乘優惠 | 47M線（華景山莊↺荔景站）相關轉乘優惠 |
| 由47M線（往荔景站）轉乘其他路線      | 由47M線（往荔景站）轉乘其他路線      | 由47M線（往荔景站）轉乘其他路線      | 由47M線（往荔景站）轉乘其他路線      | 由47M線（往荔景站）轉乘其他路線      | 由47M線（往荔景站）轉乘其他路線      |
| 主要對象                             | 轉往路線                             | 優惠                                 | 轉乘地點                             | 時限                                 | 備註                                 |
| ------------------------------------ | ------------------------------------ | ------------------------------------ | ------------------------------------ | ------------------------------------ | ------------------------------------ |
| 華景山莊→荃灣                        | 93（往荃灣）                         | 合共HK$7                             | 荔景站                               | 60分鐘                               |                                      |
| 由其他路線轉乘47M線（往華景山莊）    |                                      |                                      |                                      |                                      |                                      |
| 主要對象                             | 轉自路線                             | 優惠                                 | 轉乘地點                             | 時限                                 | 備註                                 |
| 荃灣→華景山莊                        | 93（由荃灣開出）                     | 合共HK$7                             | 荔景站                               | 60分鐘                               |                                      |

## 行車路線
- 46M線途經：荔崗街、荔枝嶺路、念祖街、敬祖路、荔景山路、聯接街、麗祖路、麗瑤街、華瑤路、荔枝嶺路及荔崗街
- 47M線途經：華景山路、華瑤路、麗瑤街、麗祖路、聯接街、荔景山路、敬祖路、念祖街、荔枝嶺路、華瑤路、大窩交匯處、華景山路、華景山莊通道及華景山路

## 小資料
一般荃灣及葵青區專線小巴採用80或90兩個編號系列，本路線的編號卻使用九巴在荔景區使用的編號系列，這是因為這線原本應由九巴營辦，但因荔枝嶺路及華景山路太窄太彎，加上客量問題，所以不能以巴士經營，改為小巴經營，但路線編號則繼續採用巴士的編號模式，故此是兩條不在屯門服務的「40」系列專線小巴路線之一。